# Мячин, Иван Кириллович
Иван Кириллович Мячин (10 мая 1916 — 5 марта 2009) — советский историко-географ, участник Великой Отечественной войны, москвовед, автор популярного, неоднократно переиздававшегося в 1950—1980-е годы путеводителя по Москве.

## Биография
Иван Кириллович Мячин родился 10 мая 1916 г. в многодетной семье в городе Кадиевка (ныне — Стаханов) Луганской области, где отец занимал должность председателя поселкового совета, мать — домохозяйка. Наравне с русским свободно владел и украинским языком.
Иван с детства мечтал и готовился получить университетское образование в Москве, но, так как семья была ограничена в средствах, то после окончания школы, по достижении им семнадцатилетнего возраста, ему ничего не осталось, как отправиться на поиски работы. Стал горнорабочим на шахте № 718 Краснолучского района Луганской области. Тем не менее, юноша не отступился от цели получить образование в Москве. Для этого требовалась приличная сумма денег, но ему все-таки удалось их накопить за без малого два года работы на шахте  (с сентября 1933 по август 1935).
В 19 лет, не имея в столице знакомых, Иван Мячин покупает билет на поезд и едет в Москву. Приехав в огромный город, он оказывается совершенно один, ему не к кому обратиться за советом, некуда пойти, и некому поддержать его в трудную минуту. Но все эти трудности не помешали ему полюбить Москву всем сердцем, поступить в университет, окончить его, обрести верных друзей, написать и издать о Москве более 10 книг.
В сентябре 1935 года Иван Мячин, успешно сдав вступительные экзамены, стал студентом Исторического факультета Московского института истории, философии и литературы, объединённого с Московским ордена Ленина Государственным Университетом, по специальности история. В июле 1940 года после успешной сдачи государственных экзаменов ему была присвоена квалификация научного работника в области исторических наук, преподавателя ВУЗа, ВТУЗа и звание учителя средней школы.
В августе 1940 года был призван в Красную Армию на военную службу в звании рядового радиотелеграфиста 235-го отдельного батальона связи. Служил он там до перевода его в июле 1941 года, сразу после начала Великой Отечественной войны, на Западный фронт в звании рядового радиотелеграфиста 278-й стрелковой дивизии, где он служил  до октября 1941 года, когда был переброшен на Юго-Западный фронт в звании рядового радиста, наводчика 233-го артполка Резерва главного командования. В июле 1942 года Мячин получил ранение и около трёх месяцев проходил лечение в военном госпитале селения Авчалы Тбилисской области Грузинской ССР, откуда был выписан в сентябре 1942 г. После выписки из госпиталя Мячин возвращается в Москву.
По приезде в Москву он устраивается на работу в Воениздат и с декабря 1942 года по январь 1948 года занимает там должность редактора. В период работы в издательстве у Ивана Мячина хорошо сложилась не только карьера, но и личная жизнь. В августе 1946 года он женится на Мажаровой Валентине Петровне, работающей секретарем в ЦК КПСС, с которой проживёт счастливую жизнь и вырастит двоих детей.
В январе 1948 года назначен на пост редактора Совинформбюро, но уже в апреле 1949 года меняет место работы и становится младшим научным сотрудником в Институте истории АН СССР, где занимается научной деятельностью до апреля 1952 года.
С января по сентябрь 1953 года Мячин занимает должность старшего редактора «Географиздата». С ноября 1953 года по май 1964 года заведует редакцией географии СССР «Географгиз» (с 1963 — «Мысль»), откуда в мае 1964 года переходит на должность заведующего редакцией. Здесь он работает до выхода на пенсию в июле 1976 года.
С июля 1958 — член Союза журналистов СССР.

## Почётные звания и правительственные награды
- Награждён орденом Отечественной войны II степени. Указ Президиума Верховного Совета СССР от 11 марта 1985 года.

Награждён медалями:
- За победу над Германией в Великой Отечественной войне 1941—1945 гг.
- 20 лет Победы в Великой Отечественной войне 1941—1945 гг.
- В память 800-летия Москвы
- 50 лет Вооружённых Сил СССР
- 30 лет Победы в Великой Отечественной войне 1941—1945 гг.
- 40 лет Победы в Великой Отечественной войне 1941—1945 гг. (от имени Президиума Верховного Совета СССР, 26 декабря 1985 года).

## Книги

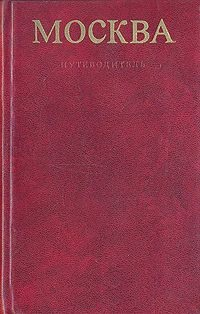
I. Myachin. Guidebook. 1973

- Мячин И. К. Москва: Краткий путеводитель / Худож. Е. Н. Голяховский; Ред. карт Г. Н. Мальчевский. — (1-е изд.). — М.: Географгиз, 1957. — 96, [32] с. — 100 000 экз.
- Мячин И. К. Москва: Краткий путеводитель. — 2-е изд., доп. — М.: Географгиз, 1959. — 128, [32] с. — 200 000 экз.
- Мячин И. К. Москва: Краткий путеводитель / Худож. С. С. Верховский; Ред. карт Г. Н. Мальчевский. — 3-е изд., доп. — М.: Географгиз, 1961. — 176, [40] с. — 100 000 экз.
- Мячин И. К. Москва: Краткий путеводитель / Худож. С. С. Верховский. — 4-е изд., доп. — М.: Мысль, 1964. — 288, [36] с. — (Географическая серия). — 130 000 экз.
- Мячин И. К. Москва: Путеводитель / Худож. С. С. Верховский. — 5-е изд., доп. — М.: Мысль, 1967. — 384, [32] с. — 50 000 экз.
- Мячин И. К. Москва: Путеводитель / Худож. Г. Дмитриев. — 6-е изд., доп. — М.: Московский рабочий, 1973. — 648 с. — 150 000 экз.
- Мячин И. К. Москва: Путеводитель. — 7-е изд., доп. — М.: Московский рабочий, 1976. — 648 с. — 60 000 экз.
- Мячин И. К. По Москве-реке: Рублёво — Беседы / Фотокор.: И. Егоров, А. Жиляков, О. Неелов и др. — М.: Московский рабочий, 1977. — 336, [48] с. — 50 000 экз.
- Мячин И. К., Стародуб А. Э., Смирнов Б. М. Москва—80: Олимпийский путеводитель / Оформл. худож. А. Суимы; Макет худож. И. Липовецкой; Картосхемы В. Соколова. — М.: Московский рабочийМосковский рабочий, 1980. — 304, [64] с. — 75 000 экз.
- Мячин И. К. Площади и улицы Москвы: Путеводитель / Худож. В. Александров; Фотокор. А. Жиляков(†). — М.: Московский рабочий, 1982. — 464, [16] с. — 39 000 экз.
- Мячин И. К. Наша Москва: Путеводитель / Худож. Л. Шканов. — М.: Московский рабочий, 1985. — 256, [64] с. — 35 000 экз.
- Мячин И. К. Moscow: Tourist guide / И. К. Мячин, В. Чернов. — Moscow: «Novosti» Press Agency, 1967. — 416, [6] с.